# Orphné
 (octobre 2012).
Si vous disposez d'ouvrages ou d'articles de référence ou si vous connaissez des sites web de qualité traitant du thème abordé ici, merci de compléter l'article en donnant les références utiles à sa vérifiabilité et en les liant à la section « Notes et références ».
Dans la mythologie grecque, Orphné (en grec ancien Ὀρφνή / Orphnḗ, également appelée Gorgyra (Γοργύρα / Gorgýra)) est une nymphe du lac Averne. Épouse du dieu fleuve Achéron (un des fleuves des Enfers), elle en conçoit Ascalaphe.
Orphné est aussi appelée « nymphe de l'Obscurité ». En effet, Orphné semble également être une traduction du nom de la déesse romaine Caligo (Ténèbres).